# Антипов, Пётр Фёдорович
Пётр Фёдорович Анти́пов (10 февраля 1919 — 19 апреля 1984) — советский военный деятель, участник Великой Отечественной войны, командир 30-го ударно-штурмового батальона 3-го ударно-штурмового полка 53-й армии 2-го Украинского фронта, старший лейтенант.
Герой Советского Союза (24.03.1945), генерал-лейтенант запаса с 1980 года.

## Биография
Родился 10 февраля 1919 года в селе Степное Смагино Чертковской волости Пензенского уезда Пензенской губернии (ныне — несуществующий населённый пункт на территории Грабовского сельсовета в Бессоновском районе Пензенской области) в семье крестьянина. Русский. Образование 9 классов. Работал чертёжником и контрольным мастером на заводе имени М. В. Фрунзе в Пензе.
В Красной армии с 1940 года. Служил помощником командира взвода в 576-м легко-артиллерийском полку 167-й стрелковой дивизии в городе Балашове. В феврале 1941 года окончил курсы младших политруков Приволжского военного округа в городе Куйбышев (Самара), после чего служил ответственным секретарём ВЛКСМ, затем командиром стрелковой парашютной роты 15-й воздушно-десантной бригады 7-го воздушно-десантного корпуса. Окончил окружные Курсы усовершенствования командного состава в 1942 году.
На фронте в Великую Отечественную войну с августа 1942 года. Был командиром стрелковой роты, воздушно-десантного и ударно-штурмового батальонов. Воевал на Сталинградском, Калининском, 1-м Прибалтийском, 2-м Украинском фронтах. Член ВКП(б) с 1943 года. В боях дважды ранен.
Участвовал:
- в оборонительных боях на направлении Элиста — Астрахань, в наступлении в Калмыкии — в 1942 году;
- в боях за город Невель — в 1943;
- в боях восточнее города Новосокольники, в освобождении Украины, Молдавии, в том числе городов Котовск, Оргеев, в форсировании Днестра, в Ясско-Кишинёвской операции, в освобождении городов Бухарест, Питешти, в боях в Венгрии, в форсировании Тисы с завоеванием плацдарма — в 1944;
- в боях в Чехословакии, в освобождении города Братислава — в 1945.

Командир 30-го ударно-штурмового батальона старший лейтенант Антипов в ночь на 7 ноября 1944 года с группой бойцов переправился через реку Тиса в районе юго-восточнее города Хевеш (Венгрия) и руководил форсированием реки батальоном. Его батальон за время боёв в Венгрии уничтожил до 450 и взял в плен 113 солдат и офицеров врага, захватил большое количество вооружения и боевой техники.
Указом Президиума Верховного Совета СССР от 24 марта 1945 года за образцовое выполнение боевых заданий командования на фронте борьбы с немецко-фашистскими захватчиками и проявленные при этом мужество и героизм старшему лейтенанту Антипову Петру Фёдоровичу присвоено звание Героя Советского Союза с вручением ордена Ленина и медали «Золотая Звезда» (№ 5938).
В 1948 году окончил Военную академию имени М. В. Фрунзе, в 1960 году — Военную академию Генштаба, в 1969 году — Высшие академические курсы при ней. Служил командиром парашютно-десантного полка, заместителем и командиром воздушно-десантной дивизии, заместителем командующего ВДВ по боевой подготовке. С 1964 по 1968 годы был в военных командировках в Индонезии и ОАР (Египет). С 1968 года служил заместителем командующего Сибирского военного округа по боевой подготовке, а с 1974 года — начальником особого факультета Военной академии Генштаба.
С 1980 года генерал-лейтенант П. Ф. Антипов — в запасе. Жил в Москве. Умер 19 апреля 1984 года.

## Награды

Бюст на Аллее Героев в Бессоновке

- Медаль «Золотая Звезда» Героя Советского Союза (№ 5938 от 24.03.1945)
- Орден Ленина (24.03.1945)
- Два ордена Красного Знамени (10.10.1944; 21.02.1974)
- Орден Трудового Красного Знамени (№ 471249 от 22.02.1968)
- Два ордена Красной Звезды (30.05.1944; 26.10.1955)
- Медали, в том числе:
  - Медаль «За боевые заслуги» (15.11.1950)
  - Медаль «За победу над Германией в Великой Отечественной войне 1941—1945 гг.»
  - Юбилейная медаль «Двадцать лет Победы в Великой Отечественной войне 1941—1945 гг.»
  - Юбилейная медаль «Тридцать лет Победы в Великой Отечественной войне 1941—1945 гг.»
  - Юбилейная медаль «30 лет Советской Армии и Флота»

## Память
- Похоронен в Москве на Кунцевском кладбище (участок 9-2).

Могила Антипова на Кунцевском кладбище Москвы.

- На аллее Героев в селе Бессоновка Бессоновского района Пензенской области установлен бюст.
- Именем Антипова названа улица в селе Чертково Бессоновского района Пензенской области.